# هرتیز
هرتیز (ترکی آذربایجانی: Hərtiz) یک منطقهٔ مسکونی در جمهوری آرتساخ است که در استان کاشاتاق واقع شده‌است.